# Ханс Валтер фон Геминген
Ханс Валтер фон Геминген (на немски: Hans Walther von Gemmingen; * ок. 1540/1541; † 23 февруари 1591) е благородник от стария алемански рицарски род Геминген в Крайхгау в Баден-Вюртемберг от линията „Б (Хорнберг) на фрайхерен фон Геминген“ и „линията Некарцимерн/Бюрг“, господар на Престенек (днес в Нойенщат ам Кохер).
Той е син на Еберхард фон Геминген-Бюрг (1500 – 1572) и първата му съпруга Барбара фон Волфскелен (1501 – 1545), дъщеря на Ханс фон Волфскелен († 1505) и Анна фон Геминген († 1504), дъщеря на Плайкард фон Геминген († 1515) и Анна Кемерер фон Вормс-Далберг (1458 – 1503). Баща му Еберхард фон Геминген се жени втори път 1546 г. за Хелена фон Шеленберг († 1577).
Той посещава латинското училище в Геминген и е на служба в двора на пфалцграф Волфганг при короноването на император Максимилиан II. През 1570 г. той е в свитата на Георг Хунд фон Венкхайм при придружаването на ерцхерцогиня Анна по пътя от Шпайер за Неймеген.
Той управлява заедно с родителите си и братята му Еберхард (1527 – 1583) и Райнхард (1532 – 1598) с техните съпруги. При подялбата на наследството през 1581/1582 г. Ханс Валтер получава Престенек, брат му Еберхард получава Бюрг, брат му Райнхард получава Трешклинген с Опенхайм. Братята купуват през 1575 г. господството Вайнфелден в Тургау, което остава до 1614 г. на фамилията. Братята построяват къща за бедни и създават училище. Техните наследници продават господството през 1614 г. на град Цюрих.
Ок. 1580 г. Ханс Валтер построява дворец Престенек. Той умира от оток на 23 февруари 1591 г. и е погребан в Нойенщат ам Кохер. Неговото наследство е поделено през 1598 г.

## Фамилия
Ханс Валтер фон Геминген се жени 1576 г. за Агнес фон Алтдорф, наричана Волфшлегерин († 1593), но умира бездетен.